# Искрица
Искрица (болг. Искрица) — село в Болгарии. Находится в Старозагорской области, входит в общину Гылыбово. Население составляет 261 человек.

## Политическая ситуация
В местном кметстве Искрица, в состав которого входит Искрица, должность кмета (старосты) исполняет Стоян Петров Ханзыров (Болгарская социалистическая партия (БСП)) по результатам выборов.
Кмет (мэр) общины Гылыбово — Николай Тонев Колев (инициативный комитет) по результатам выборов.